# Holingol
Holingol (霍林郭勒市S, HuòlínguōlèP) è una città-contea della Cina, appartenente alla regione autonoma della Mongolia Interna e amministrata dalla prefettura di Tongliao.